# 逍遙法外 (第三季)
《逍遙法外》第三季（How to Get Away with Murder Season 3）於2016年9月22日在ABC首播。2016年3月3日，本季正式獲得ABC續訂。
2017年2月10日，ABC宣布續訂第4季。

## 故事
講述圍繞在擁有高知名度的律師，同時兼任米爾頓大學法律系教授的安娜莉絲·基汀，及其五位學生衛斯·吉賓斯、康納·沃許、米凱拉·普萊特、亞瑟·麥爾史東與蘿瑞爾·卡斯提洛和助手法蘭克·迪爾菲諾與邦妮·溫特巴頓之間的法律戰與凶殺案。第三季主軸圍繞在安娜莉絲家的致命火災，其中究竟有誰倖存，而誰又將因此失去性命，其中的真相又是什麼？

## 製作
2016年3月3日，本劇獲得ABC第3季續訂。
於娛樂周刊的訪問中，主理人彼得·諾沃克談論到第3季的走向。關於法蘭克的消失，他表示：「我可以看見3件西裝與護髮產品全散落一地，那更像法蘭克對自己的感覺」。至於安娜莉絲與法蘭克之間的信任問題，諾沃克說道：「法蘭克有兩個選擇：逃跑並期許安娜莉絲不會抓到他，或者他可以試圖贏回局面，但那會是段漫長的路。」查理·韋伯談論到法蘭克的下落，他說：「我認為他躲起來了，而且是獨自一人。如果說他一條救命繩，我不認為那會是蘿瑞爾。」
關於蘿瑞爾，諾沃克表示本季將會探討她家族的背景故事並說道：「我覺得那非常重要，我們的節目承諾不會懸著伏筆太久，那是有可能探討的。我們已經提出這個問題很多次，遲早會給予答案。」而米凱拉的背景故事也將會有更多探討，諾沃克說：「我們有太多可以說，雅佳非常有天分，我很期待在明年可以深入探究她的個人生活。」於好萊塢報導的訪問中，諾沃克說將會揭露更多安娜莉絲與奈特的感情關係與他們的家庭。

### 選角
第二季季終後，證實主要演員都將全數回歸本季。2016年3月18日，〈TVLine〉公布康拉德·里卡摩拉將在本季被提升為常規演員。7月20日，宣布《嗜血法醫》的勞倫·維萊斯將飾演自信、友善、熱情與強大社交能力的米爾頓大學主席。2016年8月6日，報導埃賽·莫拉萊斯與艾美·麥蒂根將客串本季。8月31日，宣布瑪麗·布萊姬將會客串第三季。9月13日，宣布布莉特·巴特勒將加入第三季飾演神秘角色。

## 卡司
| - 薇拉·戴維絲 飾演 安娜莉絲·基汀教授 - 比利·布朗 飾演 奈特·黎西 - 阿爾弗雷德·伊諾奇 飾演 衛斯·吉賓斯 - 傑克·法洛希 飾演 康納·沃許 - 雅佳·娜歐蜜·金 飾演 米凱拉·普萊特 - 馬特·麥高瑞 飾演 亞瑟·麥爾史東 - 康拉德·里卡摩拉 飾演 奧利佛·漢普頓 - 凱拉·蘇薩 飾演 蘿瑞爾·卡斯提洛 - 查理·韋伯 飾演 法蘭克·迪爾菲諾 - 麗莎·薇爾 飾演 邦妮·溫特巴頓 | - 西西莉·泰森 飾演 歐菲莉亞·哈克尼斯 - 芳姬·詹森 飾演 伊芙·羅斯洛 - 湯姆·維里卡 飾演 山姆·基汀 - 瑪麗·布萊姬 飾演 蘿 - 艾美·麥蒂根 飾演 艾琳·克勞利 - 蘇莉卡·麥修 飾演 班頓 - 艾蜜莉·史瓦洛 飾演 麗莎·卡麥隆 - 羅傑·羅賓森 飾演 麥克·哈克尼斯 - 布萊恩·泰瑞·亨利 - 凱兒喜·史考 飾演 蘿絲·艾德蒙 |

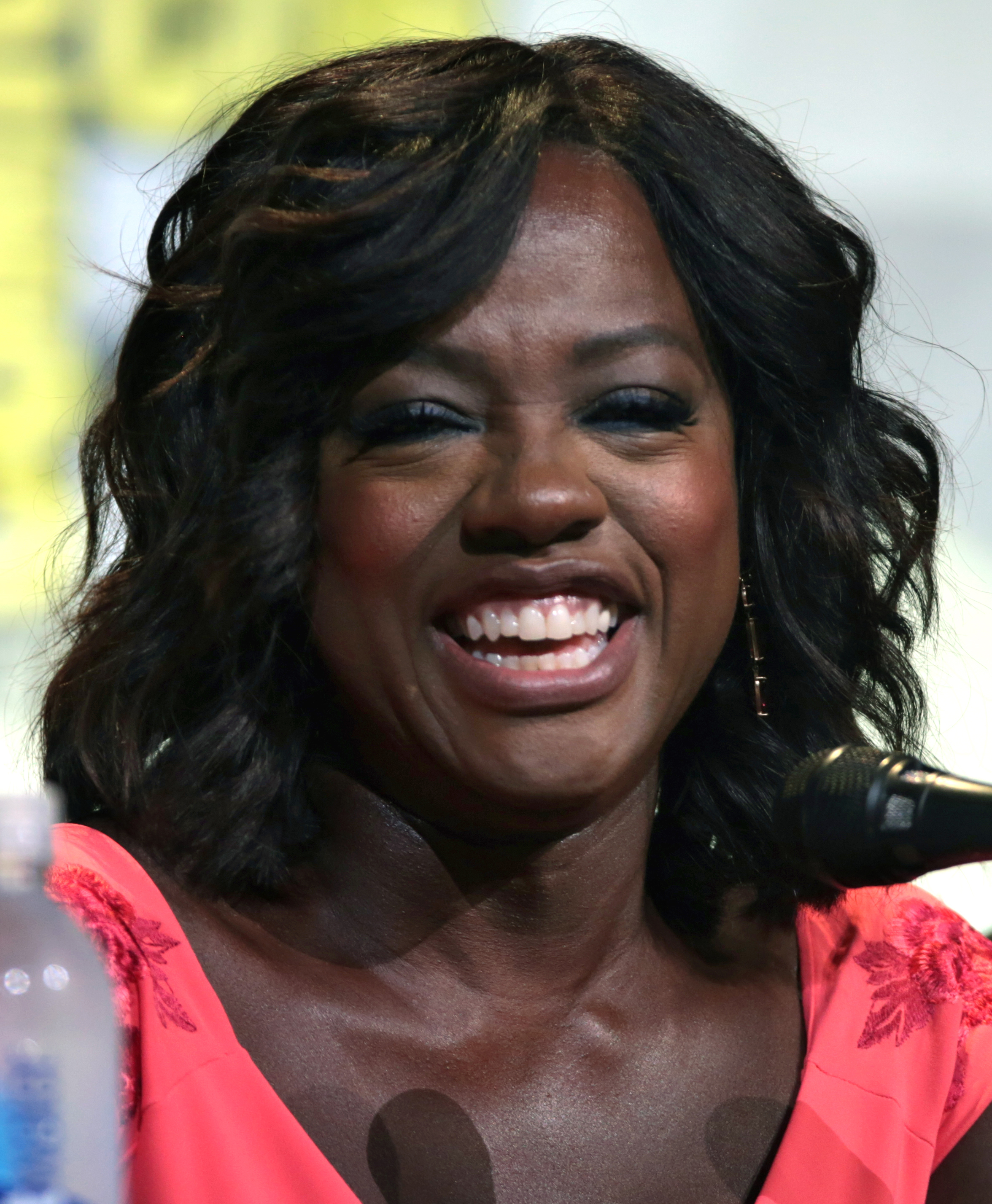
薇拉·戴維絲飾演女主角安娜莉絲·基汀

### 常設角色
- 露娜·維萊斯（英语：Lauren Vélez） 飾演 索拉亞·哈格羅夫
- 埃賽·莫拉萊斯（英语：Esai Morales） 飾演 豪爾赫·卡斯提洛
- 貝尼托·馬丁尼茲（英语：Benito Martinez） 飾演 陶德·丹佛
- 布莉特·巴特勒（英语：Brett Butler） 飾演 翠雪兒·普萊特
- L·斯科特·考德威爾（英语：L. Scott Caldwell） 飾演 茉莉
- 蜜拉娜·潔美·傑克森（英语：Milauna Jackson） 飾演 芮奈·艾特伍德
- 蘿克珊·哈特（英语：Roxanne Hart） 飾演 席爾維亞·馬霍尼
- 威爾遜·貝索爾 飾演 查爾斯·馬霍尼
- 優蘭達·羅斯（英语：Yolonda Ross） 飾演 克勞蒂亞
- 尼可拉斯·岡薩雷茲 飾演 多明奈克
- 柯蘋·里德 飾演 梅姬·崔佛斯
- 馬克·L·泰勒（英语：Mark L. Taylor） 飾演 文斯·雷文
- 賈桂琳·哈恩 飾演 芭芭拉·傑寇布斯
- 史蒂芬妮·菲瑞希（英语：Stephanie Faracy） 飾演 艾倫·弗里曼
- 戴米昂·J·克拉克（英语：Dameon Clarke） 飾演 芒福德
- 葛蘿莉亞·葛拉優亞（英语：Gloria Garayua） 飾演 布莉安娜·戴維斯
- 貝赫茲·達布 飾演 賽門·德雷克
- 馬修·里希 飾演 湯瑪斯

## 集數
| 總集數 | 集數 （季） | 標題                                   | 導演               | 編劇               | 首播日期       | 美國收視人數 （百萬） |
| --- | ----------- | -------------------------------------- | ------------------ | ------------------ | -------------- | --------------------- |
| 31 | 1           | 我們現在是好人了 We're Good People Now | 比爾·德埃利亞      | 彼得·諾沃克        | 2016年9月22日  | 5.12                  |
| 安娜莉絲被安排教學法律中心的新課程，並得負責無償辯護的案子，這使學生們有機會成為主辯律師與次辯律師，與此同時，校園內到處貼著「安娜莉絲是殺手」的傳單，但安娜莉絲表面表現的不以為意。奧利佛決心加入安娜莉絲團隊，而安娜莉絲打算履行對康納的承諾，但她卻發現奧利佛陷入得比她所想的還要深。衛斯成功成為主辯律師，並試圖替無罪的非法移民者辯護，即便安娜莉絲團隊努力不讓其遣送回國，但最後仍以敗訴告終。安娜莉絲將奧利佛阻止康納前往丹佛的事告訴了康納，並表示自己將雇用奧利佛，但會盡量讓奧利佛遠離事件核心。康納決定接受這一切，這讓奧利佛感到吃驚，進而開始思考兩人的關係是否已經變質，而向康納提出分手。衛斯不斷躲避蘿瑞爾，這使蘿瑞爾相當受傷，而衛斯表示自己只要看見蘿瑞爾，便會想起法蘭克的所作所為。安娜莉絲私下僱人找尋法蘭克，在獲得消息時，安娜莉絲陷入該如何處置法蘭克的艱困抉擇中，此時法蘭克攻擊了安娜莉絲雇用的人，讓身處電話另一頭的安娜莉絲頗受驚嚇。 過去：法蘭克向衛斯詢問其是否有意願與生父見面，隨後法蘭克便將衛斯帶至華萊士的公司，就在衛斯向華萊士表明自己的身分時，華萊士遭到了槍斃，而法蘭克也早已消失。暑假期間，大家皆試著放下過去的謀殺案，而安娜莉絲亦承諾康納不會雇用奧利佛，同時，安娜莉絲的教授職涯亦受到考驗。 未來：2個月後，安娜莉絲的房子陷入一場火海，導致安娜莉絲失去了一名重要人物。 |             |                                        |                    |                    |                |                       |
| 32 | 2           | There Are Worse Things Than Murder     | 姿娜·富恩特斯      | 安吉拉·羅賓森      | 2016年9月29日  | 4.33                  |
| 艾琳·克勞利年輕時殺害了其家暴丈夫，如今法律中心必須設法替已坐牢三十餘年的她取得假釋。安娜莉絲回撥給雇用找尋法蘭克的男子，而法蘭克接起電話後，向安娜莉絲哭訴著自己並非有意殺害該名男子，這使安娜莉絲相當緊張而結束通話，至於法蘭克則製造了一場假車禍好焚毀屍體。艾琳挑選康納成為自己的律師，但艾琳始終不願透露有關其家暴的回憶，同時亦不覺得後悔，這使康納相當苦惱。安娜莉絲詢問衛斯何不搬進她家與她同住，好節省房租，這讓衛斯有些不解，而安娜莉絲則表示會有此想法是因為自己感到有些孤單。亞瑟想要公開自己與米凱拉的關係，但米凱拉認為兩人只不過是享受歡愉的對象，並非認真交往的關係，甚至覺得亞瑟仍不夠上心，而亞瑟則認為米凱拉是時候該放下她個人的傲慢與偏見。奧利佛開始到法律中心上班，同時，蘿瑞爾一直追蹤馬霍尼案，深怕警方會懷疑衛斯，而她亦得知安娜莉絲請託伊芙跟蹤此案件。康納為了軟化艾琳好讓艾琳成功獲批假釋，而向艾琳說出自己逍遙法外一事，企圖使艾琳了解自己的同理心，而安娜莉絲發現此事後，要康納更加謹慎；同時，安娜莉絲說服也曾遭到家暴的艾琳的小姑選擇放棄陳述，好得以讓艾琳獲得自由。校園裡貼著「安娜莉絲是殺手」的傳單鬧得沸沸揚揚，這使校方決定將安娜莉絲暫時停職，好確保安娜莉絲的安危，但安娜莉絲對校方此舉相當無法接受。邦妮發現蘿瑞爾經常打給法蘭克後，企圖套蘿瑞爾的話，並在得知蘿瑞爾總是留言給法蘭克後，在安娜莉絲與邦妮的監督下，蘿瑞爾再次留了一則示好的留言給法蘭克。奈特在安娜莉絲的請託下調查法蘭克，並在發現無法確切知悉法蘭克的行蹤後，決定入住安娜莉絲家好保護安娜莉絲。康納試圖挽回奧利佛，但奧利佛心意已決，即便他仍愛著康納，而傷心的康納決定投靠米凱拉，並得知米凱拉與亞瑟的情事。 未來：2個月後，在安娜莉絲家火燒當晚，就在她傷心之餘，奧利佛現身，而安娜莉絲暗中將手機交給了奧利佛，並要他將手機裡的資訊清理乾淨，隨後，警方便將安娜莉絲列為嫌疑犯並立即逮捕。 |             |                                        |                    |                    |                |                       |
| 33 | 3           | Always Bet Black                       | 史蒂芬·克拉格      | 喬·法茲奧          | 2016年10月6日  | 4.41                  |
| 一名男子涉嫌拖延女子就醫時間導致其身亡，而法律中心必須替他辯護。蘿瑞爾受到安娜莉絲的安排，去向其父親豪爾赫索取有關法蘭克的資料，但豪爾赫卻打算和蘿瑞爾交換條件。安娜莉絲打算向地方檢察官談認罪協議，但地方檢察官表明礙於安娜莉絲過去的名聲，檢方似乎很難在與安娜莉絲合作。安娜莉絲團隊發現當事人的行蹤有異，追問之下，才得知當事人先前已謀害了另一名女性，而他的前辯護律師則以此向他敲詐。米凱拉在得知艾登有了新未婚妻後，心情極差的她，偷走了當事人的錢，並找來康納、亞瑟與奧利佛前往賭場狂歡，而康納與奧利佛仍試著找出兩人關係的平衡點，同時，邦妮亦得知了米凱拉與亞瑟的關係。衛斯在得知蘿瑞爾前去見豪爾赫的真正原因後，試圖關切蘿瑞爾，這讓梅姬感覺衛斯似乎更加在意蘿瑞爾。法蘭克在夜裡打給蘿瑞爾，並表明自己的立場，這讓蘿瑞爾相當錯愕，同時，蘿瑞爾從豪爾赫那獲得了法蘭克的資訊後，卻並未向安娜莉絲說出實情。安娜莉絲決定利用當事人殺害的一名女性來平反自己的名聲，這重擊了檢方，同時也要當事人為殺害其中一名受害者付出其應有的懲罰。 未來：6周後，安娜莉絲遭到警方拘留，而警方懷疑安娜莉絲手機的去向。奧利佛在清理了手機後，回到火災現場，並在邦妮的掩護下，將手機扔回案發地點，此時，消防隊員在火災中發現了生還者。 |             |                                        |                    |                    |                |                       |
| 34 | 4           | Don't Tell Annalise                    | 凱文·羅德尼·蘇立文 | 艾瑞卡·格林·史沃夫 | 2016年10月13日 | 4.01                  |
| 一名青少年被控盜領提款機現金，而擔任主辯律師的亞瑟必須替少年取得更好的判決。賓夕法尼亞州律師協會收到了安娜莉絲賞客戶耳光的影片後，吊銷了安娜莉絲的執照，於是安娜莉絲請託奈特去接觸其上次在法庭上交手的芮奈，但芮奈對此事毫不知情。蘿瑞爾換了新手機，並持續留言給法蘭克，與此同時，法蘭克利用假名混入了柯波特州立監獄。在奧利佛的幫助下，邦妮與亞瑟發現少年原來與老師之間有著不可告人的關係，而女教師甚至還懷了孕。安娜莉絲團隊發現是大學董事會成員刻意將影片發送給律師協會，這使安娜莉絲與索拉亞發生爭執，而沒有執照的安娜莉絲亦無法繼續教課。奈特懷疑安娜莉絲與伊芙的關係，而因失業陷入低潮的安娜莉絲因此和奈特起了口角，使得奈特離她而去，投入芮奈的懷抱。因過往的傷痛，邦妮決定讓女教師受到懲罰，但少年卻無法對此領情。安娜莉絲來到律師協會錄下自白，並利用自身不幸的遭遇作為染上酒癮的理由，讓自己成為一名病人，以此挽救事業。伊芙一直在安娜莉絲背後支持她，但當安娜莉絲打算與伊芙再續前緣時，伊芙坦承自己遇上了一個好女人，而安娜莉絲也決定鼓勵伊芙追求屬於自己的幸福。最後，法蘭克殺害了邦妮的父親好讓其付出傷害邦妮的代價，在邦妮收到父親的死訊後，蘿瑞爾發現柯波特正是法蘭克所在位置，於是蘿瑞爾向邦妮坦承一切，而邦妮要蘿瑞爾別告訴安娜莉絲此事。 未來：4周後，安娜莉絲要邦妮了解自己究竟是被依什麼罪名拘禁，隨後，邦妮與奧利佛來到了醫院欲一探火災倖存者為何人，此時，梅姬向主治醫師表示該患者已懷有身孕，並發現躺在急救台上的，是蘿瑞爾。 |             |                                        |                    |                    |                |                       |
| 35 | 5           | It's About Frank                       | 珍·特納            | J·C·李             | 2016年10月20日 | 4.30                  |
| 邦妮在吩咐處理父親的後事後，她遇見了法蘭克，並感謝法蘭克為自己所做的一切。安娜莉絲來到戒酒互助會，並發現索拉亞也是成員之一。安娜莉絲原本下定決心要戒酒，但在她回顧自己和山姆的婚姻後，她又再次借酒澆愁。衛斯照顧著酒醉的安娜莉絲，而安娜莉絲坦言自己會推開奈特的原因，正是奈特對自己太好，這讓衛斯有所領悟，並思考著自己是否也應該如此的放開梅姬的手。邦妮希望法蘭克可以和自己一同回到費城，但法蘭克知道自己無法被原諒，因此他向邦妮提出了私奔的提議，但就在兩人相互依偎後的隔日，法蘭克不告而別，留下邦妮獨自一人傷心。米凱拉一行人發現賽門即是張貼中傷安娜莉絲傳單的人，而在安娜莉絲的威脅下，賽門不得不將自己做的仲裁報告交給米凱拉等人。另一方面，安娜莉絲將其訴狀交給了索拉亞，並要索拉亞權衡，同時，索拉亞試圖說服安娜莉絲和自己一起對抗酒精。衛斯在得知邦妮與蘿瑞爾都知悉法蘭克的下落後，他要蘿瑞爾向安娜莉絲說出實情，而蘿瑞爾在向安娜莉絲坦承後，亦希望安娜莉絲可以向他們解釋真相，此時，邦妮返回到了安娜莉絲家。 過去：11年前，山姆受託幫助因殺害父親而自13歲起服刑的法蘭克，即便法蘭克認為自己擁有反社會人格，但山姆仍看得出法蘭克的內心仍有那麼一絲愧疚與善良的本質，因此他決定說服安娜莉絲幫助法蘭克獲得假釋。 未來：3周後，當醫院正在對蘿瑞爾進行搶救時，邦妮接到了一通電話，並要對方相信自己，而奧利佛則急著尋找康納，卻發現康納的手機落在米凱拉家。與此同時，新聞報導著火災死者為一名身分未知的男性。 |             |                                        |                    |                    |                |                       |
| 36 | 6           | Is Someone Really Dead?                | 沙拉特·拉胡        | 法南妲·卡波        | 2016年10月27日 | 4.07                  |
| 安娜莉絲對隱瞞自己的邦妮感到氣憤，此時邦妮拿出自己錄下法蘭克的自白錄音，但安娜莉絲為了不讓過去曝光而不願採納；與此同時，梅姬發現紐約警署警探來到衛斯家門口，因此緊急打給了衛斯與蘿瑞爾。蘿瑞爾在安娜莉絲的指示下安撫了梅姬，而安娜莉絲在尚未知曉警方的動機下，阻止衛斯接受警方偵訊，並威脅衛斯將其軟禁在自家。安娜莉絲終於重獲執照，而她亦與賓夕法尼亞州律師協會簽訂了協議，而不得再有任何道德缺失的行為發生。一名預備女軍人遭控在酒吧襲擊一名男子，而在安娜莉絲團隊已做好開庭準備時，米凱拉告知安娜莉絲其發現女軍人說謊的事實，使得安娜莉絲陷入兩難，同時，芮奈刻意接下此案企圖與安娜莉絲較勁，而奈特也向安娜莉絲告知自己與芮奈的情事。米凱拉仍不願向亞瑟敞開心房，這讓亞瑟感覺自己只是米凱拉的洩慾工具，而亞瑟亦深情的表示自己是真心想要了解米凱拉，而米凱拉也是他現在最親的一人。邦妮與康納都認為衛斯是引起這一切的禍端，而衛斯最後還是選擇推開了梅姬，並在偷走法蘭克的自白錄音後，來到蘿瑞爾家，將自白錄音銷毀，同時，他與蘿瑞爾亦互相坦承對彼此的情感並發生了關係。安娜莉絲最終在女軍人的案件中取得平衡，而邦妮要安娜莉絲相信法蘭克。安娜莉絲要邦妮請來值得信任的律師幫助衛斯，但她卻發現衛斯失蹤，此時，新聞報導著警方尋獲了相關證物，並確定了殺害華萊士·馬霍尼的嫌疑犯－查爾斯·馬霍尼。原來，法蘭克刻意將罪嫌栽贓給查爾斯，企圖向安娜莉絲證明自己的立場。 未來：3周後，米凱拉著急地尋找著亞瑟，深怕亞瑟就是新聞報導中的亡者。米凱拉找到正在派對狂歡的亞瑟後，放下心中大石，而亞瑟表示安娜莉絲在早前將他、康納與蘿瑞爾找了過去。 |             |                                        |                    |                    |                |                       |
| 37 | 7           | Call It Mother's Intuition             | 邁克·史密斯        | 艾瑞卡·哈里森      | 2016年11月3日  | 4.09                  |
| 衛斯在接受紐約警方問話時，向警方作了偽證，這讓安娜莉絲相當頭痛。一名母親控告其子女蓄意對她下毒以謀害她，而安娜莉絲團隊必須替其子女們辯護。衛斯與蘿瑞爾展開秘密戀情，與此同時，暗中潛入蘿瑞爾家的法蘭克意外發現了兩人的關係。索拉亞在酗酒者互助會上，分享了自己的故事，並對自己破碎的家庭感到自責與傷心，這讓安娜莉絲看見了索拉亞脆弱的一面。安娜莉絲意識到原告可能是為了懲罰不知感恩的子女們，而自導自演後，和蘿瑞爾一同計畫讓原告自白。查爾斯有了不在場證明，這讓謊稱在華萊士遭到槍殺當晚有看到查爾斯身影的衛斯陷入困境，使得康納一行人開始緊張，並對安娜莉絲發洩了情緒。法蘭克來到邦妮家，而看清自己只是備胎的邦妮，趕走了法蘭克。奧利佛在向新男友坦白自己的病情後，才意識到康納無私的愛，並在向康納尋求慰藉後，重修舊好。蘿瑞爾在與衛斯通完話，並無意識的對衛斯說出「愛你」後，法蘭克現身蘿瑞爾家。 未來：2周後，安娜莉絲遭控縱火與一級謀殺罪嫌，而蘿瑞爾終於甦醒，與此同時，衛斯與警方協議豁免權，已提供警方扳倒安娜莉絲的證據。 |             |                                        |                    |                    |                |                       |
| 38 | 8           | No More Blood                          | 潔特·威爾金森      | 摩爾妮凱·貝洛甘    | 2016年11月10日 | 4.29                  |
| 邦妮告訴安娜莉絲有關法蘭克回來的事，隨後便打給蘿瑞爾，以確認法蘭克的位置，而安娜莉絲要蘿瑞爾轉告法蘭克不得接近她的家，否則她將對法蘭克不利，而法蘭克打算向安娜莉絲解釋，但蘿瑞爾制止了法蘭克。衛斯收到了傳票，而安娜莉絲要衛斯向查爾斯的律師洩露其曾接受精神科治療的病歷，好讓衛斯接受精神評估來拖延時間，與此同時，衛斯的律師文斯要求安娜莉絲別再插手衛斯的案件。另一方面，安娜莉絲決定利用法蘭克來找尋證據，於是邦妮要法蘭克跟蹤班頓，而法蘭克意外發現當年收買他的女子麗莎即為證人。索拉亞向安娜莉絲尋求幫助，而安娜莉絲要索拉亞努力為自己的權利奮鬥，好保全自己與孩子的關係。康納與米凱拉不願幫助衛斯，僅有蘿瑞爾與亞瑟留下協助衛斯應付馬霍尼案，另一方面，梅姬發現了衛斯與蘿瑞爾的關係，並誤會衛斯是為了蘿瑞爾才與自己分手。法蘭克潛入麗莎家，並打算以眼還眼，但安娜莉絲嚇阻了法蘭克，隨後，安娜莉絲想到了一個法子，即購買兩支預付電話，並陷害麗莎與牢中的查爾斯通聯。康納並不希望奧利佛了解太多關於他與衛斯等人的秘密，這讓奧利佛和康納起了爭執，而奧利佛脫口說出傷害康納情感的話，這讓康納對奧利佛感到憤怒並再次投靠米凱拉家。安娜莉絲終於和法蘭克面對面對質，而安娜莉絲無法原諒法蘭克看著自己傷心的樣子，卻仍未向自己說出實情，更無法接受法蘭克再次回到自己旗下，而法蘭克企圖彌補一切，並打算引槍自盡，此時邦妮衝進屋內阻止法蘭克，但安娜莉絲卻要求法蘭克扣下板機，而邦妮知道這並不是安娜莉絲所希望的結果。 未來：1周後，邦妮堅定的向安娜莉絲表示自己並非出賣安娜莉絲的人，而趕到醫院的米凱拉與亞瑟和奧利佛一同質問邦妮究竟是誰身亡，與此同時，康娜與湯瑪斯發生了關係 |             |                                        |                    |                    |                |                       |
| 39 | 9           | 誰死了？ Who's Dead?                   | 比爾·德埃利亞      | 麥克爾·佛里        | 2016年11月17日 | 4.96                  |
| 邦妮試圖安撫法蘭克，要法蘭克別衝動做出傻事，而安娜莉絲在發覺邦妮與法蘭克的情事後，態度緩和了下來。安娜莉絲發現芮奈似乎在暗中調查自己後，來到地檢署與芮奈理論，隨後追問奈特是否有協助芮奈。警方以調查馬霍尼案為由將衛斯呼叫至警局，殊不知，警方是與芮奈聯手企圖獲取對安娜莉絲不利的證據，而警方亦在樹林裡發現了蕾貝卡的屍體。雖然芮奈堅稱自己並未調查安娜莉絲，但奈特還是向芮奈提出了分手，隨後來到警局企圖了解情況，接著前往了安娜莉絲家。安娜莉絲將不少文件燒毀後，亦將電腦砸碎，並來到邦妮家尋求慰藉，亦喝醉了酒，而在安娜莉絲熟睡時，邦妮前去見法蘭克，並希望法蘭克可以替大家背黑鍋。翠雪兒意外造訪，這讓米凱拉相當頭痛，亦對擅自作主的亞瑟感到生氣，而翠雪兒打算投靠米凱拉，但米凱拉卻不願讓翠雪兒留下。甦醒的安娜莉絲，留言給了衛斯，並打給了蘿瑞爾，要她將大家聚集到自家，而康納因和湯瑪斯約砲而不在，亞瑟則在學校的派對上醉倒，於是蘿瑞爾獨自前往了安娜莉絲家。奧利佛發現康納之前於自家門前崩潰的那晚，正好是山姆失蹤的日子，隨後安娜莉絲來到了學校，並要奧利佛幫助她駭入地檢署網路。安娜莉絲的家發生爆炸案著火，而奧利佛趕到後，安娜莉絲要他把她手機裡的資料清理乾淨，隨後安娜莉絲便遭警方逮捕，並在警局內撥打電話給了邦妮。邦妮接到法蘭克的電話，並告知法蘭克有關蘿瑞爾懷孕一事，並要法蘭克放心並相信自己，而趕到醫院的米凱拉與亞瑟及奧利佛追問了邦妮究竟是誰身亡，此時康納現身，讓大家鬆了一口氣，而電視上則報導著確認死者為衛斯的新聞，這讓大家陷入悲痛，包括甦醒的蘿瑞爾以及梅姬。奈特前往法醫辦公室了解狀況後，來到了警局見被拘留的安娜莉絲，而安娜莉絲告訴奈特此事並非她所為，隨後奈特便表示衛斯在爆炸案發生前早已身亡。早前，衛斯在與警方協商豁免權時，暗中離開警局，並獨自前往了安娜莉絲家。                                                                                          |             |                                        |                    |                    |                |                       |
| 40 | 10          | 我們是壞人 We're Bad People            | 珍妮佛·蓋茲辛格    | 莎拉·L·湯普森      | 2017年1月26日  | 5.41                  |
| 安娜莉絲被警方羈押候審，蘿瑞爾則對火災真相毫不知情，而安娜莉絲要邦妮親自替她辯護。奧利佛的心情複雜，並向康納坦白自己似乎知道了康納與山姆的死亡案件有關。康納對衛斯的死毫無感受，更在得知蘿瑞爾懷上衛斯的孩子後出言不遜，這讓亞瑟忍無可忍而揍了康納一頓，使得米凱拉既驚嚇又無法認同。負責起訴安娜莉絲的陶德與芮奈打算讓事前與法醫接觸的奈特接受降職處分，而奈特向陶德坦白他與芮奈的情事，使兩人礙於觀感問題而無法處置奈特。邦妮向奈特尋求幫助，而奈特則給予邦妮豁免的資格，希望邦妮走上正途，但邦妮拒絕了奈特。檢方以衛斯與警方談判豁免權事宜，隨後便死於火災為由，將安娜莉絲設為謀殺案嫌疑犯，使得法官不予以安娜莉絲保釋，這讓邦妮輸了假釋裁判。蘿瑞爾將衛斯的死怪罪於法蘭克，這讓法蘭克決定向警方招供，那天，在衛斯走出警局後，法蘭克現身並載了衛斯一程。 |             |                                        |                    |                    |                |                       |
| 41 | 11          | Not Everything's About Annalise        | 妮可·魯比奧        | 艾比·阿賈伊        | 2017年2月2日   | 4.69                  |
| 法蘭克向警方自白，而警局外的監視器亦拍到了法蘭克載走衛斯的影像，但芮奈與陶德仍對法蘭克的供詞感到質疑，亦為保住飯碗，而試圖找出法蘭克偽證的證據。奈特和檢方合作，企圖套蘿瑞爾的話，好確認法蘭克是否說謊，而此景被梅姬撞見，使得蘿瑞爾對奈特與梅姬保有警戒。邦妮看出安娜莉絲的心理恐懼，因此極盡全力的想將安娜莉絲保釋出來，與此同時，康納坦承奧利佛知悉了真相，使得米凱拉不得不在安撫奧利佛相信山姆罪有應得之餘，亦對奧利佛施加壓力，同時要求奧利佛駭入檢署網路，以得知檢方手上的牌。克勞蒂亞從報紙上得知安娜莉絲被控的罪名，因此聯手其他獄友找安娜莉絲的碴，即便茉莉極力幫助安娜莉絲，但安娜莉絲仍存在恐懼。在米凱拉替安娜莉絲發聲後，索拉亞來到監獄見安娜莉絲，企圖給予安娜莉絲一些支持與安慰。奧利佛在駭入檢方的網路後，米凱拉等人驚訝的得知了蕾貝卡已死的事實，而檢方手上亦握著山姆與辛克萊爾等人的死亡案件，這讓大家陷入恐慌。走投無路的芮奈要奈特對法蘭克進行問話，與此同時，邦妮說服安娜莉絲將所有罪嫌推給法蘭克，但在與檢方談判協議時，芮奈刺激了安娜莉絲受傷的心，使得談判破局。邦妮要蘿瑞爾指認爆炸當天她所看見從地下室逃逸的人為法蘭克，而法蘭克因此被起訴，但檢方卻將法蘭克設為安娜莉絲的同夥。 過去：衛斯懷疑法蘭克是殺害蕾貝卡的兇手，但法蘭克親口否認，隨後，法蘭克打給了邦妮，而邦妮要法蘭克跟緊衛斯。 |             |                                        |                    |                    |                |                       |
| 42 | 12          | Go Cry Somewhere Else                  | 雀莉·諾蘭          | 丹尼爾·羅賓森      | 2017年2月9日   | 4.92                  |
| 開庭時，歐菲莉亞與安娜莉絲的父親意外現身法庭，而安娜莉絲仍未能成功獲得假釋，同時，她亦得知歐菲莉亞罹患失智症的事實。蘿瑞爾出院參加衛斯的追思會，並在追思會上崩潰，隨後來到停屍間欲見衛斯的遺體卻碰壁。戴維斯警探聯絡奧利佛，欲了解奧利佛在火災當晚的行蹤，因此邦妮等人替奧利佛演練了一番。不死心的蘿瑞爾來找奈特，並拜託奈特讓她看衛斯最後一面，殊不知，寫著衛斯名字的大體卻不是衛斯的屍體。安娜莉絲刻意在牢中激怒克勞蒂亞，導致克勞蒂亞揍了安娜莉絲一頓，隨後邦妮來監獄探視安娜莉絲時，安娜莉絲要邦妮拍下她受傷的照片。蘿瑞爾來到被警方封住的衛斯的家，企圖藉衛斯的衣物來緬懷衛斯。邦妮利用受傷的安娜莉絲以及遺失的衛斯的屍體，要求法官假釋安娜莉絲，即便芮奈對此極力反對，但礙於種種因素，法官不得不批准了安娜莉絲的假釋；另一方面，檢方在轉移衛斯屍體的單據上，發現是奈特批准了該文件。 過去：法蘭克持續跟蹤衛斯，但衛斯成功地甩開了法蘭克。奈特在抵達空無一人的安娜莉絲的家後，衛斯也在隨後抵達。 |             |                                        |                    |                    |                |                       |
| 43 | 13          | It's War                               | 哈妮兒·考佩珀      | 布蘭丹·凱利        | 2017年2月16日  | 4.66                  |
| 奈特向安娜莉絲坦白當晚他有遇見衛斯，並從和衛斯的對話中，依稀得知安娜莉絲與其母親的過往，同時，奈特聲明是有人在轉移屍體的文件上假造他的簽名。蘿瑞爾因衛斯的死而怪罪安娜莉絲，更暗中聘請私家偵探，並得知席爾維亞驗過衛斯的DNA，故懷疑馬霍尼一家就是殺害衛斯的兇手，但安娜莉絲卻對此感到生氣，並道出馬霍尼害自己失去孩子的過往，企圖警惕蘿瑞爾等人，但蘿瑞爾仍對此不領情。由於奧利佛私下拷貝了一份安娜莉絲手機裡的資料，於是康納說服奧利佛其中找尋線索。安娜莉絲向州檢提出控訴地檢的訴狀，期望此舉能一併解決奈特遭陷害的問題，但奈特卻對此感到不滿。索拉亞非常關心安娜莉絲的近況，就在安娜莉絲與索拉亞相約喝茶時，安娜莉絲意識到其實檢方提供了協議給予索拉亞，以換得索拉亞渴望的親情。安娜莉絲請託奧利佛釋出檢方丟失衛斯屍體的新聞，殊不知此舉卻引來州檢的不滿，故駁回了安娜莉絲的訴狀。法蘭克試圖向安娜莉絲傳遞他願為她赴湯蹈火的訊息，於是安娜莉絲透過邦妮要法蘭克在法庭上將芮奈拖下水，而在法蘭克揭露了安娜莉絲與芮奈的利益衝突關係後，法官下令地檢的訊息將透明化，這讓陶德對芮奈大動肝火。芮奈承認其轉移了衛斯的屍體，這讓奈特洗清了嫌疑，但衛斯的屍體已遭火化，而安娜莉絲試圖讓蘿瑞爾了解她想解開衛斯之死的謎團的真心。康納一直咬定安娜莉絲可能就是兇手，這讓亞瑟感到反感，並懷疑或許康納才是出賣他們的一人，亦對康納在火災當晚的行蹤提出質疑。奧利佛發現康納早已確認過火災當晚安娜莉絲傳給他的訊息，而康納在當天的行蹤亦和他的說詞有所出入，因此奧利佛質疑康納當晚其實有到過安娜莉絲家。 過去：在火災當晚，衛斯因不明原因倒地昏迷，此時的康納則正對衛斯進行心肺復甦術。 |             |                                        |                    |                    |                |                       |
| 44 | 14          | He Made a Terrible Mistake             | 潔特·威爾金森      | 喬·法茲奧          | 2017年2月23日  | 4.93                  |
| 奈特不斷在暗中幫助安娜莉絲，亦跟蹤芮奈來到紐約，因此懷疑芮奈與馬霍尼一家有著不為人的交易，但芮奈仍堅稱自己和馬霍尼一家毫無瓜葛。查爾斯出獄，而席爾維亞表示她將要讓殺害丈夫的人付出代價，同時，安娜莉絲團隊發現芮奈的通聯紀錄裡，有個不明來電。康納最終選擇向大家坦承火災事發當晚，自己曾到過安娜莉絲家的過程，並為此感到自責，而蘿瑞爾與亞瑟皆嚴厲的指責著未救起衛斯的康納。蘿瑞爾正思考著肚裡孩子的去留問題，同時亦試圖向梅姬釋出善意，好向自己先前的多疑致歉。丹佛以定蘿瑞爾的罪來威脅法蘭克，向法蘭克提出豁免協議，這讓法蘭克相當擔心，而邦妮要法蘭克稍安勿躁。康納打算出庭作證，但安娜莉絲阻止了康納，並決定讓蘿瑞爾來提供康納的證詞。於法庭上，法醫並未表示衛斯有骨頭斷裂的情況，而坐上證人席的蘿瑞爾將康納當晚的經歷轉為自身經歷，欲控訴檢調單位隱瞞實情，然而此時丹佛拿出蘿瑞爾過去曾做過偽證的資料，使得蘿瑞爾的證詞不被予以採納，而法官亦判決安娜莉絲與法蘭克皆將以嫌疑犯罪嫌身分正式進入庭審程序。蘿瑞爾坦承自己確實曾遭到綁架，但為了父親的權益，她逼不得已被迫承認自己說謊。康納為了挽回局面，他決定獨自和丹佛協商豁免協議，而得知此事的米凱拉等人試圖阻止康納，於是亞瑟決定撥打與芮奈通話的不明來電，結果康納卻發現該電話是來自丹佛的另一支手機，與此同時，奈特向安娜莉絲表示他相信芮奈，但安娜莉絲卻不知道自己是否該信任奈特，而她亦發現一切似乎皆與丹佛有關。 過去：康納在收到安娜莉絲的語音訊息後，來到安娜莉絲家，卻發現衛斯倒臥在地下室，於是他緊急對衛斯進行了心肺復甦術，卻意外按壓斷衛斯的骨頭。隨後，康納聞到瓦斯味，慌張的他，緊急逃離，而此時蘿瑞爾抵達並鱉見康納逃走的身影，安娜莉絲家則隨即爆炸。與此同時，有一名陌生男子正在安娜莉絲家門外監視著。 |             |                                        |                    |                    |                |                       |
| 45 | 15          | 衛斯 Wes                               | 比爾·德埃利亞      | 彼得·諾沃克        | 2017年2月23日  | 4.93                  |
| 丹佛囚禁了康納，並威脅康納簽署豁免協議，否則他將陷害康納為殺害衛斯的兇手，與此同時，安娜莉絲團隊設法找出康納。安娜莉絲來到紐約見席爾維亞，希望席爾維亞就此罷手，同時表示自己與華萊士的死無關，而席爾維亞堅定地表示自己並未殺害衛斯，她亦坦承衛斯並非華萊士的私生子，而是查爾斯的親骨肉。奈特知悉許多檢警皆遭丹佛唆使，包括戴維斯警探，因此他企圖打探真相，使得遭丹佛威脅並解僱其職。就在檢警準備拘捕康納時，康納脫口說出奧利佛手上有安娜莉絲的通聯記錄，因此檢警大舉搜索奧利佛家，並取得了隨身碟，而康納因知悉奧利佛已清空隨身碟才下此主意，殊不知警方其實仍能從中找到過往紀錄。安娜莉絲認為席爾維亞並未說謊，同時亦道出火災當晚衛斯留言的內容，並打算忍痛將所有罪嫌推給衛斯好讓眾人脫離險境，但蘿瑞爾卻不願接受此結果。安娜莉絲向丹佛提出協議，表示山姆與蕾貝卡皆是衛斯所殺害，而衛斯留給自己的語音訊息即為證據，丹佛起先拒絕了安娜莉絲，但安娜莉絲威脅丹佛批准她的豁免協議，否則她將會要丹佛為衛斯的死負起責任。丹佛終於釋放康納，這讓經歷此次驚險分離的奧利佛，向康納提出了結婚的想法，與此同時，安娜莉絲於酗酒者互助會上吐露自己失去如同親生兒子般的衛斯的悲痛。仍覺得一切是馬霍尼家指使的蘿瑞爾想了個瘋狂主意，她要米凱拉誘惑查爾斯，好對查爾斯進行逼供，然而先前未回應亞瑟真摯告白的米凱拉，突然意識到自己對亞瑟的愛，而決定中止此行動，這讓著急的蘿瑞爾拔出了預先準備好的槍枝，走向了查爾斯，然而就在這時，執行殺害衛斯行動的不明男子多明奈克現身，原來，他是蘿瑞爾的舊識。 過去：在奈特離開安娜莉絲的房子後，衛斯留言給了安娜莉絲，他表示警方想用山姆與蕾貝卡的命案來定安娜莉絲的罪，但他並不希望安娜莉絲替他頂罪，此時，多明奈克現身向衛斯施打了麻醉藥，即便衛斯試圖反抗，但仍不敵藥效而遭多明奈克強迫窒息。隨後，在康納逃出安娜莉絲家後，多明奈克聯絡了豪爾赫。                             |             |                                        |                    |                    |                |                       |

## 收視
| 總集數 | 集數 | 標題                 | 播出日期       | 收視／份額 （18–49歲） | 收視 （百萬） | DVR （18–49歲） | DVR收視 （百萬） | 加總 （18–49歲） | 總收視 （百萬） |
| ------ | ---- | -------------------- | -------------- | ---------------------- | ------------- | --------------- | ---------------- | ---------------- | --------------- |
| 31     | 1    | 我們現在是好人了（We're Good People Now） | 2016年9月22日  | 1.4/5                  | 5.12          | 1.5             | 3.73             | 2.9              | 8.86            |
| 32     | 2    | （）                 | 2016年9月26日  | 1.3/5                  | 4.33          | 1.2             | 3.33             | 2.5              | 7.66            |
| 33     | 3    | （）                 | 2016年10月6日  | 1.2/4                  | 4.41          | 1.5             | 3.57             | 2.7              | 7.98            |
| 34     | 4    | （）                 | 2016年10月13日 | 1.1/4                  | 4.01          | 1.3             | 3.36             | 2.4              | 7.37            |
| 35     | 5    | （）                 | 2016年10月20日 | 1.2/4                  | 4.30          | 1.3             | 3.41             | 2.5              | 7.70            |
| 36     | 6    | （）                 | 2016年10月27日 | 1.2/4                  | 4.07          | 1.4             | 3.55             | 2.6              | 7.63            |
| 37     | 7    | （）                 | 2016年11月3日  | 1.2/4                  | 4.09          | 1.2             | 3.29             | 2.4              | 7.38            |
| 38     | 8    | （）                 | 2016年11月10日 | 1.2/4                  | 4.29          | 1.3             | 3.15             | 2.5              | 7.43            |
| 39     | 9    | 誰死了？（Who's Dead?）         | 2016年11月17日 | 1.4/5                  | 4.96          | 1.3             | 3.30             | 2.7              | 8.25            |
| 40     | 10   | 我們是壞人（We're Bad People）       | 2017年1月26日  | 1.5/5                  | 5.42          | 1.4             | 3.32             | 2.9              | 8.74            |
| 41     | 11   | （）                 | 2017年2月2日   | 1.3/5                  | 4.69          | 1.2             | 3.12             | 2.5              | 7.82            |
| 42     | 12   | （）                 | 2017年2月9日   | 1.3/5                  | 4.92          | 1.3             | 3.16             | 2.6              | 8.08            |
| 43     | 13   | （）                 | 2017年2月16日  | 1.3/5                  | 4.66          | 1.2             | 3.08             | 2.5              | 7.74            |
| 44     | 14   | （）                 | 2017年2月23日  | 1.4/5                  | 4.93          | 1.3             | 3.07             | 2.7              | 7.99            |
| 45     | 15   | 衛斯（Wes）             | 2017年2月23日  | 1.4/5                  | 4.93          | 1.3             | 3.07             | 2.7              | 7.99            |
| 平均   | 平均 | 平均                 | 平均           | 1.3                    | 4.61          | 1.3             | 3.30             | 2.6              | 7.91            |

## 評價
本季依舊獲得評論家的讚賞，於爛番茄整合的評論中，獲得了90%新鮮度、7.52/10分（30位評論家）。

## 獎項及提名
| 年度 | 大獎                         | 獎項                         | 入圍者                                | 結果 |
| ---- | ---------------------------- | ---------------------------- | ------------------------------------- | ---- |
| 2016 | 評論家選擇電視獎             | 劇情類影集最佳女演員獎       | 薇拉·戴維絲                           | 提名 |
| 2017 | 人民選擇獎                   | 最喜愛公共電視網劇情類影集獎 | 最喜愛公共電視網劇情類影集獎          | 提名 |
| 2017 | 人民選擇獎                   | 最喜愛劇情類電視女演員獎     | 薇拉·戴維絲                           | 提名 |
| 2017 | 有色人種促進協會形象獎       | 劇情類影集最佳女演員獎       | 薇拉·戴維絲                           | 提名 |
| 2017 | 有色人種促進協會形象獎       | 劇情類影集最佳男配角獎       | 阿爾弗雷德·伊諾奇                     | 提名 |
| 2017 | Cine Awards                  | 最佳劇情類影集女主角獎       | 薇拉·戴維絲                           | 提名 |
| 2017 | 全國西班牙裔媒體聯盟影響力獎 | 電視影集最佳演出獎           | 凱拉·蘇薩                             | 獲獎 |
| 2017 | 全國多民族交流協會遠見獎     | 戲劇獎                       | 戲劇獎                                | 提名 |
| 2017 | 黑膠卷電視獎                 | 劇情類影集最佳女演員獎       | 薇拉·戴維絲                           | 提名 |
| 2017 | 黑膠卷電視獎                 | 劇情類影集最佳編劇獎         | 安吉拉·羅賓森（集數：比謀殺更糟的事） | 提名 |
| 2017 | 在線電影與電視協會獎         | 劇情類影集最佳女演員獎       | 薇拉·戴維絲                           | 提名 |
| 2017 | 在線電影與電視協會獎         | 劇情類影集最佳客串女演員獎   | 西西莉·泰森                           | 提名 |
| 2017 | 黃金時段艾美獎               | 最佳劇情類影集女主角獎       | 薇拉·戴維絲                           | 提名 |
| 2017 | 黃金時段艾美獎               | 最佳劇情類影集客串女演員獎   | 茜茜莉·泰森                           | 提名 |

## 海外播出
Sony Channel與美國同日首播，自2016年9月23日至2017年2月24日，逢星期五晚間8點55分在新加坡、香港與馬來西亞播映，雅加達與曼谷則因時差而提前於7點55分同時放送。臺灣部分由同屬索尼影業電視的AXN自2017年9月13日起，於每週三晚間9點首播。
香港與新加坡等亞洲華語地區的Netflix於2017年9月1日上線全季集數。

## 外部連結
- 官方网站
- 《逍遙法外》各集列表 来自互联网电影数据库
- 製作公司官方網站（英文）